# Витица
Витица (или Витиза, Витиз, Витича, Витигес; 687—710) је био визиготски краљ у Хиспанији од 694. до своје смрти. Владао је заједно са својим оцем Егиком до 702. године.

## Заједничка владавина
Још у првим годинама своје владавине, Егика је јасно ставио до знања да намерава да обезбеди позицију на власти својој породици са које не би могли бити уклоњени. Извори помињу Витицу као сувладара око 693. или 694. године, тако да је врло вероватно да је Витица постао сувладар 694. иако Хроника из 754. смешта овај догађај у 698. годину. Нумизматичка анализа кованог новца такође говори у прилог тези да је Витица започео своју владавину 694. године. Уздизање Витице се подударило са Сунифредовим устанком, тако да може бити како његов узрок, тако и његова последица.
Дана 15. или 24. новембра 700. године, Витица је био миропомазан за краља. Његовим проглашењем се завршава Хроника о визиготским краљевима (лат. Chronica Regum Visigothorum). Разлика између његовог проглашења ко-краљем и миропомазања се вероватно дугује његовим годинама — 700. године је напунио 14 година, то јест, постао је пунолетан према тадашњим обичајима. Витица је био Егикин син којег је имао са ћерком претходног краља, Ервига, а коју је он отпустио 687. године након кратког брака што смешта Витицино рођење пре те године.
Неко време у току заједничке владавине Егике и Витице, византијска флота је пљачкала јужне обале Иберијског полуострва међутим, визиготски гроф Теудимер их је одбио. Тачан датум овог догађаја је непознат: може бити да се десио као део Леонтијевих похода у помоћ Картагини 697. године, а можда и касније, о ко 702, или пак током Витицине владавине. Куга која је избила у Константинопољу 698. године раширила се ка западу, прешла Медитеран и стигла на Иберијско полуострво 701. У то доба два краља су била присиљена да напусте Толедо због епидемије, те је можда баш тај период био када је Егика послао Витицу у Туј у Галецији да влада Свевима, догађај који је Алфонсо III забележио у својим хроникама, а који су касније научници често одбацивали као лажни податак.

## Самостална владавина
Након Егикине смрти 702. године (према традиционалном схватању) или 703. (засновано на чињеници да је Егика објавио закон у 16. години своје владавине, која је почела 24. новембра 702, одржан је XVII Сабор у Толеду којим је председавао Витица и надбискуп Толеда, Гундерих или Синдред.
Акта са овог сабора нису сачувана, али је врло вероватно да су била уништена због веома контроверзног и осетљивог садржаја. Витица је вероватно присилио католички клер да пристане на свештенички брак. Хроника из 754. такође помиње Витицину наредбу Синдреду да изврши притисак на клер, али шта је то тачно значило, није познато. Може бити да је Витица извршио притисак на XVIII сабору да потврди одлуку донету на Трулском сабору да се свештеницима дозволи да се жене. Према Хроници Алфонса III, Фруела I од Астурије (757—768) је укинуо ту одлуку. Влада опште мишљење да је тиме Витица покушао да реформира корумпирану визиготску цркву.
Једна од првих одлука које је Витица донео након очеве смрти била је помиловање и повратак неколико протераних племића. Вратио им је сву конфисковану имовину и робове, као и положаје на двору. Такође је наредио да се сви списи против њих јавно спале. Ти списи су садржали жалбе, указе и признања које су изгнаници били присиљени да потпишу, или дужничка признања. Витица је такође, држаћи се закона, вратио држави земљу коју је његова породица држала. Све одлуке које је Витица донео вероватно су биле резултат жалби на владавину његовог оца и које је он сматрао исправним. Хроника из 754. године назива Витицу „милосрдним“ и једино што критикује је начин на који је дошао на престо, вероватно у вези са догађајима и омрзнутим Егиком.

## Законодавство
Током самосталне владавине, Витица је објавио нове законе и урадио ревизију Готског законика (лат. Liber Iudiciorum). Ова ревизија Законика је вероватно имала везе са политичком ситуацијом након Егикине смрти и Витицином потребом да консолидује свој ауторитет и обезбеди подршку племства и клера.
Иако он сам није издавао никакве дискриминационе законе у вези са Јеврејима, Витица није ни поништио многе од сурових закона које је донео његов отац. Хроника из 13. века коју је написао Лукас Тујски оптужује Витицу да је био попустљив с Јеврејима и да их је подржавао. Тачност Лукасове тврдње је подупрта чињеницом да је Лукас био из Туја, галицијског града у ком је Витица вероватно владао као поткраљ под својим оцем. Можда су људи из Туја сачували усмену традицију или су Лукасу били доступни канони са XVIII сабора у Толеду.

## Смрт, криза око наслеђа, заоставштина
Датум Витицине смрти и крај његове владавине су непознати. Неколико спискова краљева имплицира његову смрт 710. године, понекад додајући и месец фебруар, док Хроника из 754. године смешта Витицину смрт у 711. годину. Како год било, Хроника пружа необориве доказе да је Витица био убијен у државном преврату који је предводио Родерих, потпомогнут одређеним бројем племића. Други верују да је умро природном смрћу. У то доба, Витица је био у својим раним двадесетим годинама.
Након Витицине смрти или свргавања, Хиспанија је била подељена између двојице претендената на престо: Родериха на југу и Агиле II на северу. Агила је можда био Витицин син и сувладар, почев од отприлике 708. године, али онда би Агила морао бити дете-краљ или Витица не би могао бити син Егикине кћерке, Сиксиле. Други, опет, тврде да је Витица за собом оставио два малолетна сина.
Каква год да је била Витицина владавина, век и по касније сећања на њега нису била позитивна. У Мојсаковој хроници из око 818. године говори се о томе како је развратни Витицин живот изазвао божји бес. Хроника Алфонса III говори да је имао много жена и љубавница и како је „Хиспанију довео до пропасти“, док Хроника из 754, која је написана једва 50 година након његове смрти, тврди да је Витица „ донео радост и просперитет краљевству“.
Витицини синови, који су иначе, непознати, помињу се у Хроници Алфонса III као издајници који су потпомогли маварском освајању Хиспаније. За Опу, који је историјски врло опскурна личност, тврди се да је био или Витицин брат или син, мада је ово друго немогуће, с обзиром на Витицину младост.